# Tavrická gubernie
Tavrická gubernie (rusky Таврическая губерния – Tavričeskaja gubernija, ukrajinsky Таврійська губернія – Tavrijska hubernija, krymskotatarsky Tavrida guberniyası) byla v letech 1802–1917 gubernie na jihu Ruského impéria, která se nacházela na území moderní Ukrajiny, na Krymu a pevnině severně od něj až k Dněpru. Její rozloha byla zhruba 63 tisíc čtverečních kilometrů a sousedila na jihu a západě s Černým mořem, na východě s Azovským mořem, na severozápadě s Chersonskou gubernií a na severovýchodě s Jekatěrinoslavskou gubernií. Hlavním městem byl Simferopol. Celkem zde žilo v roce 1897 půldruhého milionu obyvatel.
V roce 1917 byla Tavrická gubernie rozdělená a její oblasti, kromě poloostrova Krym, byly prohlášené za území Ukrajinské lidové republiky.

## Správní členění

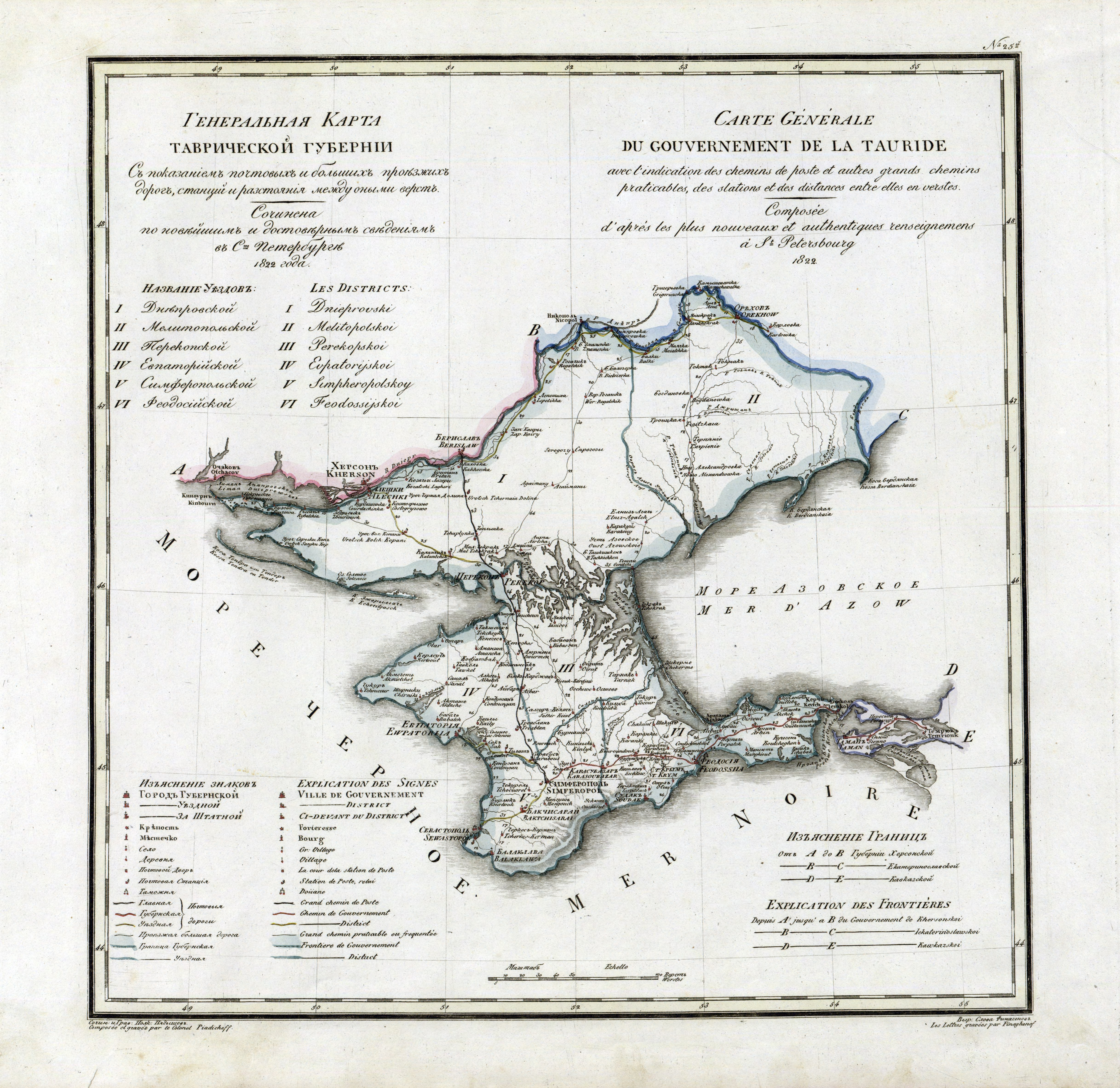
Historická mapa Tavrické gubernie z roku 1821

Tavrická gubernie se na začátku dvacátého století členila na osm ujezdů a dvě samostatná gradonačalstva (městské okresy), na pevnině to byly berďanský ujezd, melitopolský ujezd a dněperský ujezd a na Krymu perekopský ujezd, jevpatorijský ujezd, simferopolský ujezd, feodosijský ujezd a jaltský ujezd a městské okresy Sevastopol a Kerč.
| Jednotka                          | Správní středisko | Rozloha (verst²) | Obyvatel (1897) |
| --------------------------------- | ----------------- | ---------------- | --------------- |
| Berďanský ujezd                   | Berďansk          | 7 702,0          | 304 718         |
| Dněperský ujezd                   | Alešky            | 11 470,5         | 212 241         |
| Melitopolský ujezd                | Melitopol         | 11 639,7         | 384 239         |
| Perekopský ujezd                  | Perekop           | 5 111,9          | 51 393          |
| Jevpatorijský ujezd               | Jevpatorija       | 5 040,2          | 63 211          |
| Simferopolský ujezd               | Simferopol        | 4 153,9          | 141 717         |
| Feodosijský ujezd                 | Feodosija         | 6 060,3          | 115 858         |
| Jaltský ujezd                     | Jalta             | 1 465,0          | 73 260          |
| Kerčsko-jenikalské gradonačalstvo | Kerč              | 143,9            | 43 698          |
| Sevastopolské gradonačalstvo      | Sevastopol        | 266,4            | 57 455          |

## Obyvatelstvo

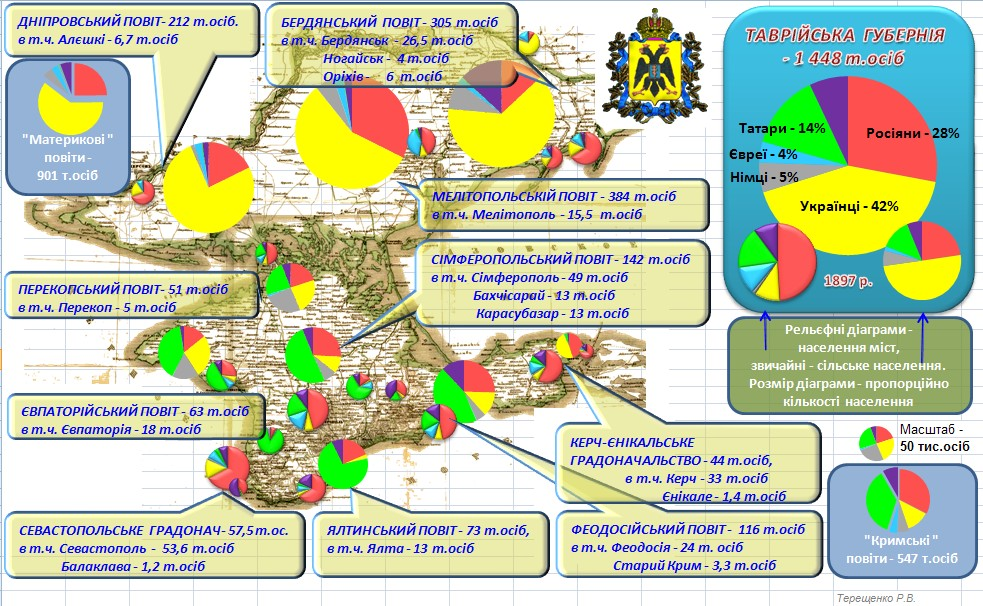
Jazykové/etnické složení obyvatelstva Tavrické gubernie a jejích částí v roce 1897: Ukrajinci žlutě, Rusové červeně, Krymští Tataři zeleně, Němci šedě a Židé modře

Podle sčítání v roce 1897 žilo v Tavrické gubernii 1.447.790 obyvatel, přičemž žádné etnikum nemělo v rámci celé gubernie většinu. Nejvíce bylo Ukrajinců, 611.121 (42,21 %), kteří tvořili většinu ve všech třech „pevninských“ újezdech, naopak na Krymu byli až třetí v pořadí po Rusech a Krymských Tatarech, kteří měli obojí v rámci Krymu zhruba třetinu obyvatel. Rusů bylo celkově 404 463 (27,94 %) a Krymských Tatarů 196,854 (13,6 %). Dalšími významný menšinami byli Němci s 78 305 (5,41 %) obyvateli, Židé (mluvící jidišem) s 55,418 (3,83 %) a Bulhaři s 41,260 obyvateli (2,85 %).